# Katadyn
Die Katadyn Produkte AG  ist ein Schweizer Unternehmen, das Ausrüstungsgegenstände für Outdoor-Aktivitäten, Expeditionen und für die Katastrophenhilfe produziert und vertreibt.
Katadyn bietet Wasserfilter und chemische Mittel zur mobilen Trinkwasseraufbereitung, Gas- und Benzinkocher sowie gefriergetrocknete Spezialnahrung an.
Katadyn ist mit diesen Produkten ein Lieferant der Schifffahrtsindustrie, verschiedener Armeen und Hilfsorganisationen, die Katastrophenhilfe leisten oder in Gebieten mit schlechter Trinkwasserversorgung tätig sind.

## Geschichte

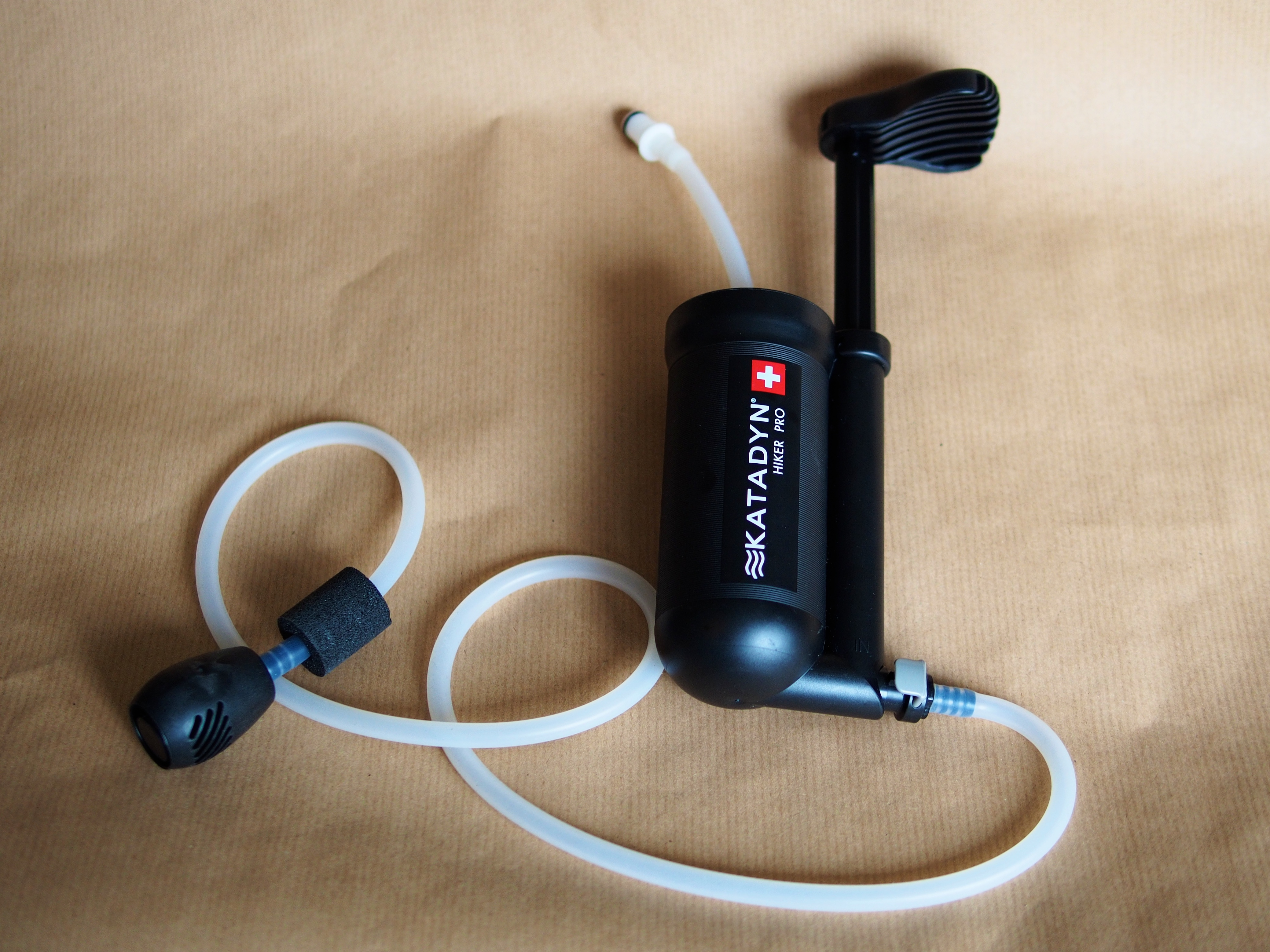
Katadyn Hiker Pro Taschenfilter

1928 entwickelt Alexander Krause ein neues Mittel zur chemischen Aufbereitung und Konservierung von Trinkwasser. Um seine „katalysierenden Silbertabletten“ industriell herstellen und vertreiben zu können, gründet er im gleichen Jahr eine Firma unter dem – vom chemischen Prozess der Katalyse abgeleiteten – Namen Katadyn. Das Verfahren und Grundrezept dieser Silbertabletten mit dem Wirkstoff Silberchlorid blieb bis heute praktisch unverändert. 1952 brachte Katadyn den weltweit ersten Taschenfilter für die Trinkwasseraufbereitung auf den Markt.
- 1954: Verlegung des Firmenhauptsitzes nach Wallisellen
- 1975: Erwerb der Keller AG, Bergdietikon, einer Spezialistin im Bereich der Trinkwasseraufbereitung durch die Bestrahlung mit UV-Strahlen.
- 1980: Gründung der Katadyn USA, erste Niederlassung im Ausland
- 1998: Management-Buy-out durch Adrian Schmassmann
- 2004: Erwerb der Firma OCO AG, Volketswil ZH
- 2007: Gründung Katadyn Scandinavia und Erwerb der Marke Optimus of Sweden (und – damit verbunden – die Erweiterung des Angebots um Gas- und Benzinkocher)
- 2009: Übernahme der deutsch/schweizerischen Firma Aquafides, welche wie die 1975 übernommene Keller AG in der industriellen und kommunalen Wasseraufbereitung tätig ist.[6][7]
- 2018: Übernahme der deutschen Firma MSI, welche auf Notnahrung spezialisiert ist.[8]
- 2021: Verkauf der Firma durch Mehrheitseigentümer Adrian Schmassmann an die Firma Kontivia.[9]

## Produkte (Auswahl)

Schematischer Schnitt durch einen Taschenfilter mit keramischer Filterkerze (Katadyn Pocket).
Legende:
(A) Pumpstößel
(B) Wasserauslass
(C) Wasseransaugstutzen
(D) Rückschlagventil
(E) keramische Filterkerze

### Chemische Trinkwasseraufbereitung
Katadyn produziert chemische Mittel zur Trinkwasseraufbereitung. Basis sind seit der Firmengründung Tabletten mit dem Wirkstoff Silberchlorid, die heute unter dem Markennamen Micropur vertrieben werden.

### Wasserfilter
Seit 1952 entwickelt und produziert Katadyn auch mobile Wasserfilter. Wasser wird darin durch Filterkerzen aus Keramik oder durch eine Glasfaser-Filtergewebe gefiltert, deren Poren mit 0,2 µ kleiner als krankheitserregende Protozoen und Bakterien sind.

### Geräte zur mobilen Meerwasserentsalzung
Für die Entsalzung von Meerwasser produziert Kadyn mobile Entsalzer mit dem Verfahren der Umkehrosmose. Sie finden vor allem auf Schiffen und im Rettungswesen Verwendung.

### Nahrungsmittel und Kocher
Katadyn vertreibt gefriergetrocknete Spezialnahrung und Campingkocher. Wie bei den Wasserfiltern bietet Katadyn auch bei diesen Produkten Spezialversionen für den militärischen Gebrauch sowie für die Katastrophenhilfe an.